# Le Roy tuin
De Le Roy tuin, ook wel Le Roy-tuin, is een ecokathedraal in Heerenveen naar de ideeën van Louis le Roy (1924 - 2012). Het park is 1 kilometer lang en 20 meter breed en ligt langs de Europalaan en de President Kennedylaan.
Er is veel puin in de tuin verwerkt, van onder andere de Schoterlandse Kruiskerk, die in 1969 is gesloopt. Het gangpad is nog steeds duidelijk zichtbaar in de tuin. 

## Geschiedenis
De start van de aanleg was in 1966. In 2005 werd een intentieverklaring ondertekend door de Gemeente Heerenveen en de Stichting TIJD waarbij de Stichting TIJD voor 100 jaar het beheer over de groenstrook verkreeg. De rol van de gemeente is beperkt tot het veilig houden van het gebied door dode takken te verwijderen. Er is een bouwmeester aangesteld om ervoor te zorgen dat het gebied zich ontwikkelt als een ecokathedraal.
In 2020 werd een addendum ondertekend waarin uitbreiding van de Le Roy tuin is opgenomen, en de intentie is uitgesproken dat de tuin zal worden opgenomen in de toekomstige omgevingsvisie 

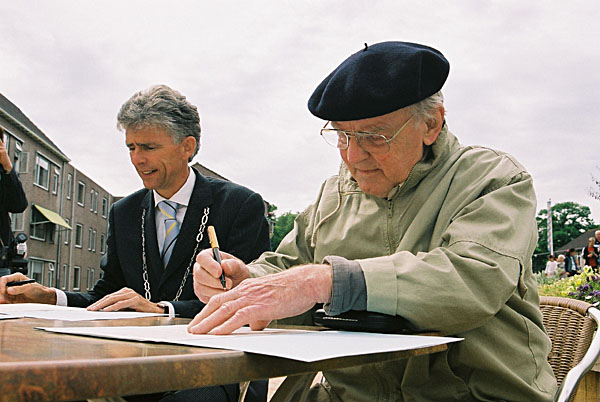
Ondertekening intentieverklaring Le Roy tuin door Louis Le Roy en burgemeester Peter de Jonge (2005)